# Johann Evangelist Schmid
Johann Evangelist Schmid (* 28. Dezember 1758 in Wangen im Mühlbachtal bei Stühlingen; † 4. März 1804 in Salzburg) arbeitete in Baden und Salzburg als Orgel- und Klavierbauer. Als Nachfolger von Johann Rochus Egedacher war er der letzte Hoforgelmacher (1785–1804) im Fürsterzbistum Salzburg.

## Leben

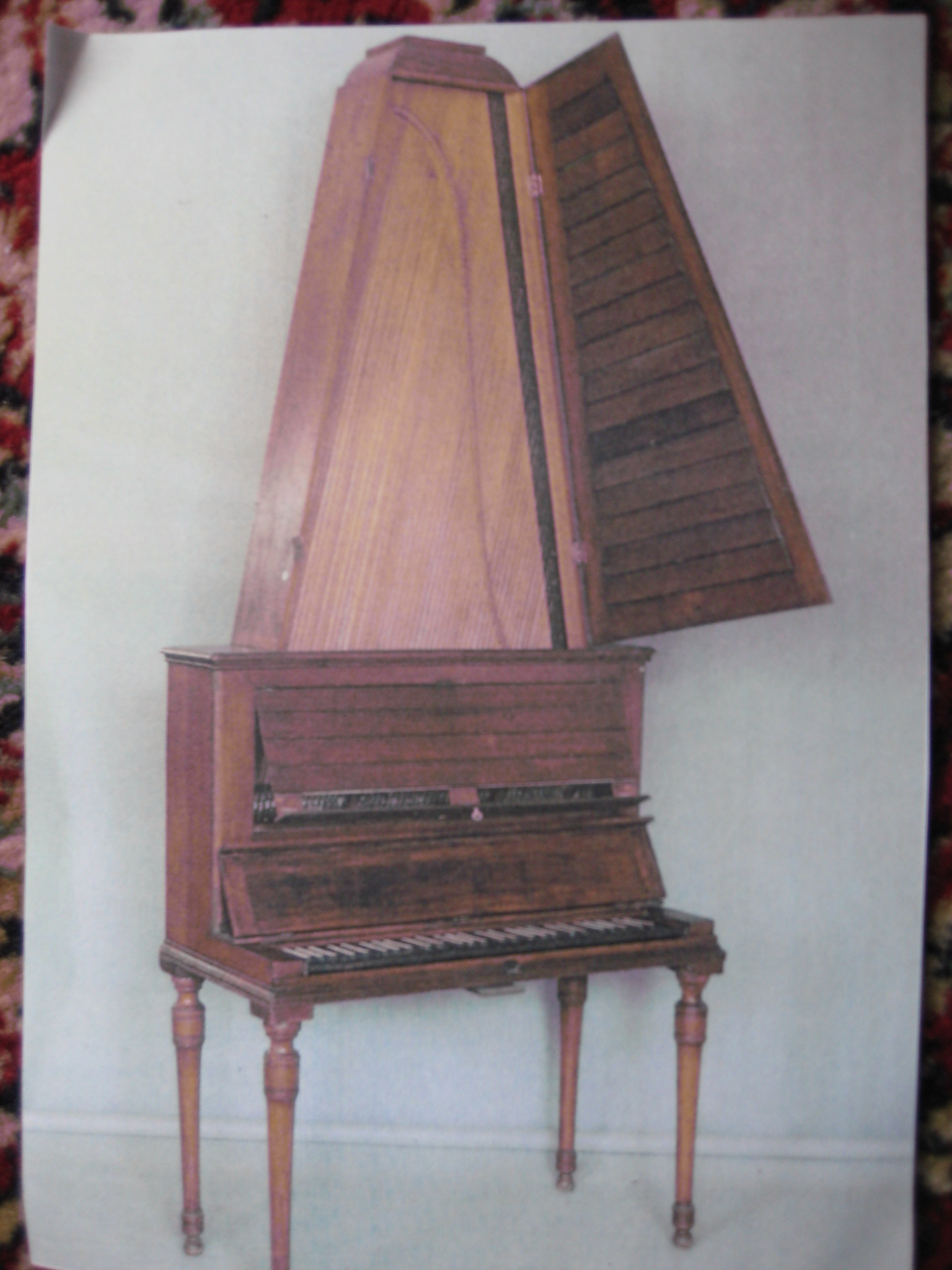
Pyramidenklavier 1790, SMCA

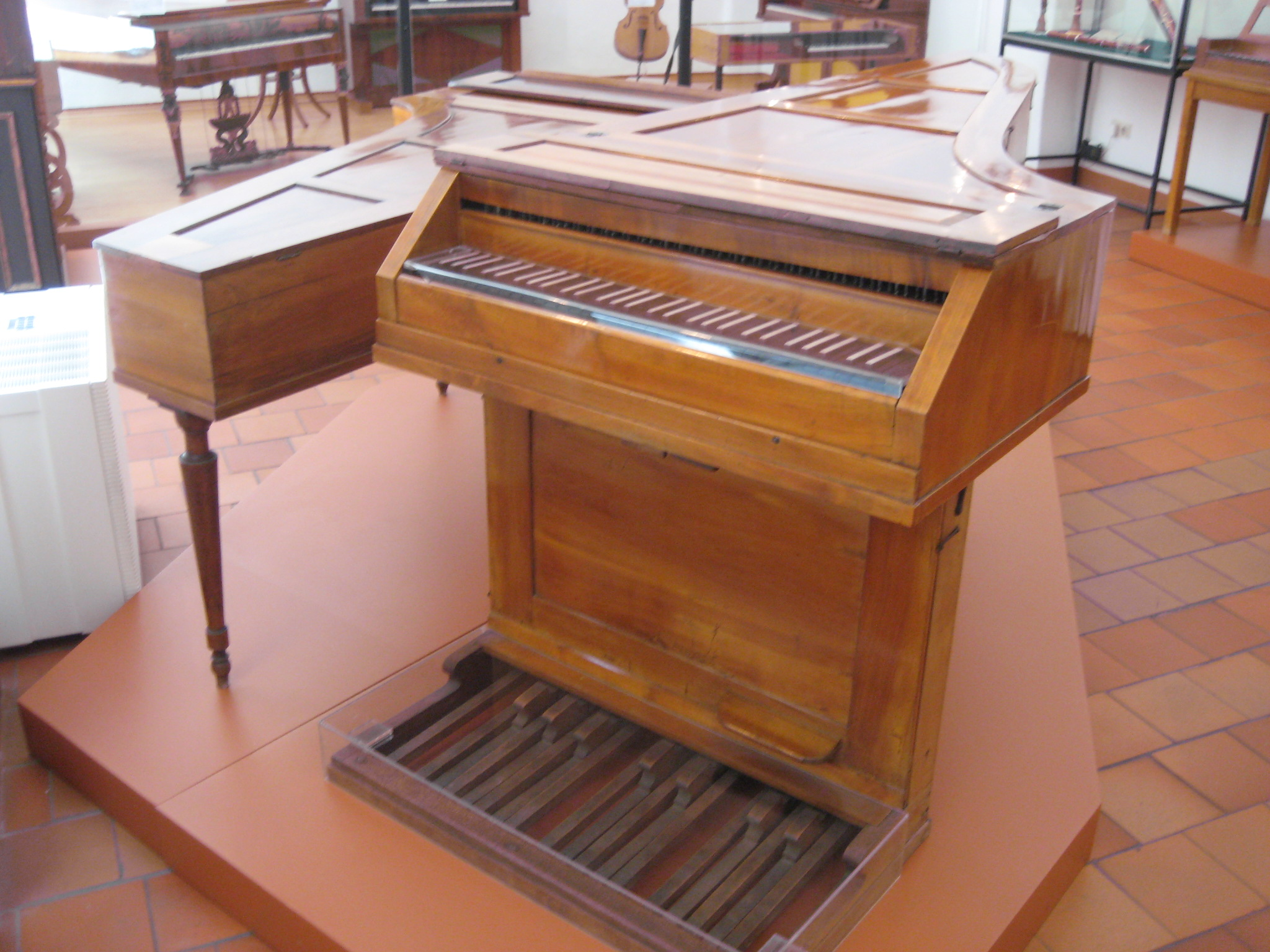
Pedalhammerflügel 1790, SMCA

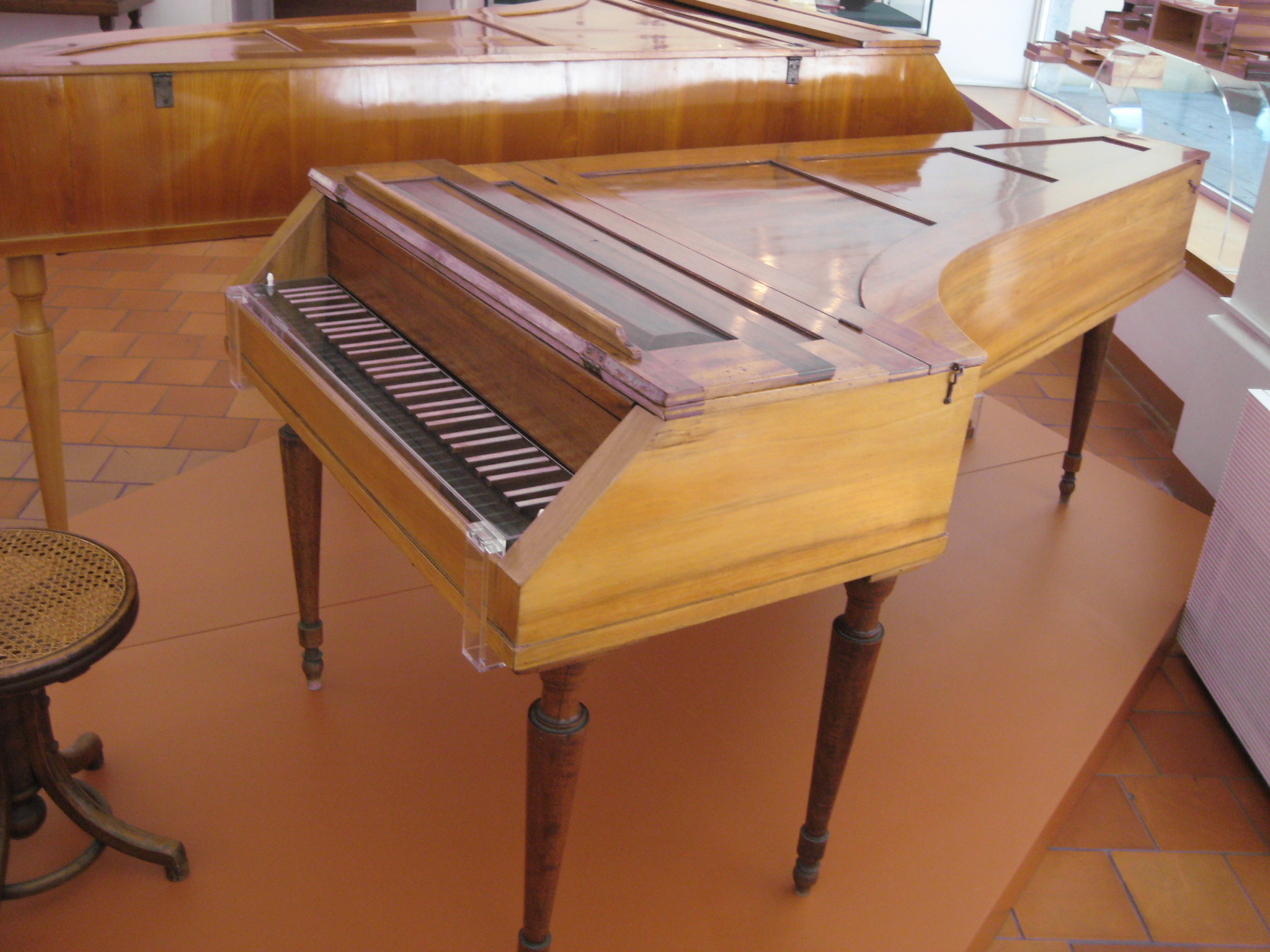
Hammerflügel 1803, SMCA

Johann Evangelist Schmid stammte aus Wangen im Mühlbachtal bei Stühlingen, erlernte zunächst das Schreinerhandwerk und dann, bei Samuel Oexle in Schömberg, die Orgelbaukunst. Danach begab er sich auf Wanderschaft: zuerst nach Wien, wo er fünf Jahre zubrachte, dann nach Budapest, weiter über Böhmen nach Dresden und nach Leipzig und schließlich nach Augsburg. Dort arbeitete er über ein Jahr bei dem berühmten Klavier- und Orgelbauer Johann Andreas Stein, da er sich … in Hinsicht der Klavier-Instrumente noch zu schwach [fühlte]. ... Stein verdankte er auf diesem Gebiet alles. Dort dürfte er die Bekanntschaft mit Leopold Mozart gemacht haben, der einige seiner Klaviere an Salzburger Bürger vermittelte. Im Auftrag von Erzbischof Hieronymus Graf von Colloredo fragte Leopold Mozart bei Schmid, der seine Werkstätte mittlerweile in Stühlingen hatte, nach, ob er nicht die Stelle des Salzburger Hoforgelmachers übernehmen wolle, weil Hoforgelmacher Rochus Egedacher am 14. Juni 1785 verstorben sei. Nach seiner Zusage erhielt Schmid am 20. November 1785 das Salzburger Hoforgelmacherdekret. Im Jänner 1786 wollte er nach Salzburg ziehn und sein Quartier im Amannhaus, Getreidegasse 21 aufschlagen, sein Gehalt war schon vereinbart worden und betrug monatlich 19 Gulden. Die günstige Auftragslage ermöglichte ihm dann, eine Etage im Elephantenhaus, Kajetanerplatz 3, zu erwerben, am 10. September 1801 kaufte er das Benefiziatshaus an der Kapuzinerstiege, Imbergstiege 4, in das er im Jahre 1800 gezogen war. Neben diesem Haus wollte er auch ein Windrad errichten, das über einen Seilzug eine Säge und einen Schleifstein betreiben sollte. Wegen der Befürchtung der Nachbarn, dass die Mühle den Blitz anzöge, musste er sie wieder abtragen.
Seine Zeitgenossen bewunderten seine Klaviere, insbesondere seine pyramidenförmigen Fortepianos. Wenig ist über seine Qualitäten als Orgelbauer in Salzburg bekannt, weil durch seinen frühen Tod nur wenige Orgelprojekte zur Ausführung kamen. Als fortschrittlicher Orgelbauer war er dort auf eine rückständige Orgelbautradition gestoßen. Verbittert schrieb er z. B. in einem Befund, dass die Orgel der Collegienkirche Salzburg von einer Beschränktheit [sei], die in keiner Gegend Deutschlands mehr anzutreffen ist. Ueberall haben die Manuale über vier Oktaven im Umfang, nur hier ist noch die sogenannte kurze Oktav üblich; es mangeln da die halben Töne zwischen c. d. (= Cis und Dis fehlen) und in den meisten Orgel auch f# und g# (= Fis und Gis fehlen). Zu einer Zeit wo die Tonsetzter ihre Werke nur in 6 oder 8 Tonarten darstellten, und keine Mitteltönne zur Tonnika wählten, reichten die kurzen Oktaven leicht zu: jetzt aber, wo aus 24 Tonarten Musikwerker vorhanden sind, klingt die Sache so mager ...
Mit Johann Evangelist Schmidts Tod erlosch die Ära der Salzburger Hoforgelmacher. Seine Gattin versuchte noch, die Werkstätte als Witwenbetrieb mit Gesellen weiterzuführen, was ihr nicht dauerhaft gelang. 1813/1814, als das Land Salzburg als Salzachkreis zum Königreich Bayern gehörte, verkaufte sie die Werkstätte an den ersten Salzburger Bürgerlichen Orgelmacher Joseph Konradt.

## Epitaph

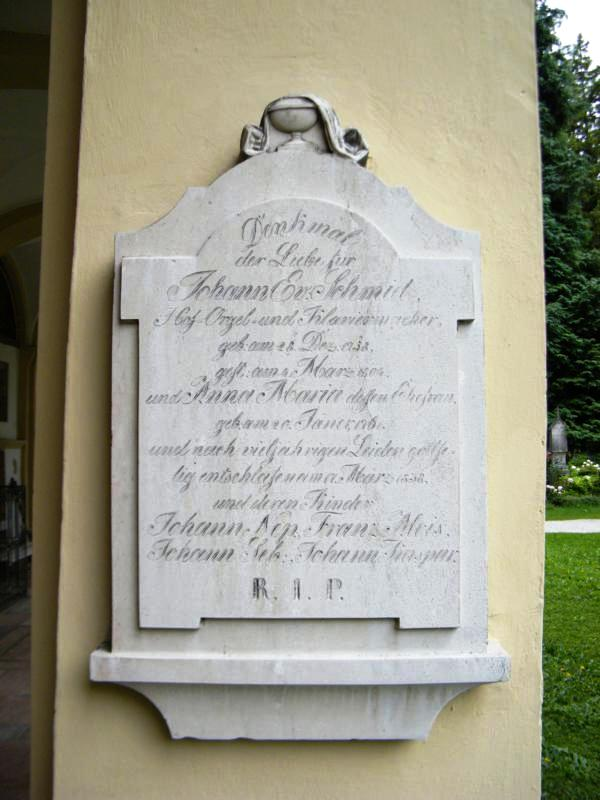
Epitaph Schmids im Sebastiansfriedhof

Johann Evangelist Schmid starb im Alter von 45 Jahren am Sonntag, den 4. März 1804 an einem Magenkrampf. Zwei Tage später wurde er abends auf dem Sebastiansfriedhof in Salzburg begraben. An einem Pfeiler der Gruftarkaden, wenige Schritte vom mittigen Eingang kommend in Richtung Nordosten, erinnert eine Gedenktafel an den letzten Salzburger Hoforgelmacher.
Die Inschrift darauf lautet:
Denkmal

der Liebe für

Johann Ev. Schmid,

Hof-Orgel- und Klaviermacher,

geb. am 28. Dez. 1758,

gest. am 4. März 1804.

und Anna Maria dessen Ehefrau,

geb. am 20. Jänner 1761,

und nach vieljährigen Leiden gottse-

lig entschlafen am 17. März 1838,

und deren Kinder

Johann Nep., Franz Alois,

Johann Seb., Johann Kaspar.

R.I.P.

## Orgelbauten und Entwürfe
| Jahr | Ort          | Gebäude                      | Bild | Manuale | Register | Bemerkungen                |
| ---- | ------------ | ---------------------------- | ---- | ------- | -------- | -------------------------- |
| 1786 | Tamsweg      | St. Leonhard ob Tamsweg      |      | I/P     | 12       | nicht realisiert           |
| 1791 | Adnet        | Pfarrkirche Adnet            |      |         |          | realisiert, nicht erhalten |
| 1793 | Mittersill   | Pfarrkirche Mittersill       |      |         |          | realisiert, nicht erhalten |
| 1794 | Radstadt     | Maria Loretto ob Lerchen     |      |         |          | realisiert, nicht erhalten |
| 1802 | Salzburg     | St. Johanneskirche am Imberg |      |         |          | Zuschreibung, erhalten     |
| 1803 | Altenmarkt   | Pfarrkirche                  |      | I/P     | 11       | nicht realisiert           |
| ?    | Straßwalchen | Pfarrkirche                  |      |         |          | realisiert, nicht erhalten |